# Diorygopyx duplodentatus
Diorygopyx duplodentatus är en skalbaggsart som beskrevs av Matthews 1974. Diorygopyx duplodentatus ingår i släktet Diorygopyx och familjen bladhorningar. Inga underarter finns listade i Catalogue of Life.